# 디지몬 세이버즈 어나더 미션
《디지몬 세이버즈 어나더 미션》(Digimon World Data Squad)은 2006년 11월 30일에 발매된 플레이 스테이션2 전용 소프트웨어다.

## 시스템・개요
- 「갤럭티카 에볼루션・시스템」이라는 독자적인 시스템을 탑재.
- 옛 작품의 디지몬들도 다수 등장.
- 시나리오는 만화 디지몬 넥스트의 원작자인 하마사키 타츠야가 담당.
- 애니메이션에선 로얄나이츠가 전원등장한 것에 비해 이 작품에서는 칠대마왕이 전원 등장한다.

## 게임 오리지널 캐릭터
- 카구라 유마(神楽 由麻) - CV.사와시로 미유키

연속아동실종사건의 피해자 중 한사람. 반친구들에게「괴물」이라며 괴롭힘을 당하고 있다.
- 레나몬(レナモン) - CV.치바 스스무

유마의 파트너 디지몬. 유마 곁에서 보디가드 역할을 한다. 오래전에 유마한테서 받은 영양 드링크를 소중히 다루고 있다.
- 카구라 츠카사(神楽 司) - CV.우에다 유지

유마의 오빠. DATS의 신임기술자로서 토우마(토마)의 대학교 선배이기도 하다.「다크 에리어」에 대해서 연구하고 있다. 작품의 마지막에서는 동료들을 배반하고 7대 마왕과 루체몬을 부활시키려한다.
- 카츠라 코사부로(桂 小三郎) - CV.요시노 히로유키

사립탐정으로 어떤 존재한테서 의뢰를 받고 호시탐탐 DATS의 일을 방해한다. 그리고 어째서인지 디지바이스를 갖고 있다.
- 피요몬 - CV.요시다 코나미

코사부로의 파트너 디지몬으로 조수 역할을 겸하고 있다. 치카(최민지)의 파트너였던 피요몬과는 다른 개체로서, 작중에서도 그점에 대해 언급한다.
- 닛타 마사키(新田 正貴) - CV.치바 잇신

전직 DATS대원으로 요시노(유진)의 선배. 옛날 파트너 디지몬이 사람을 다치게하는 것을 보고 크게 후회하였고 그 뒤로 종적을 감춘다. 정의감과 책임감이 강하다.
- 닛타 마나미(新田 真奈美) - CV.오키 카나에

마사키의 딸. 돌아오지 않는 아빠를 공원에서 기다리고 있다.
- 데몬 - CV.：치바 잇신

칠대마왕의 일원으로「분노」의 마왕. 맨 처음으로 주인공들 앞에 나타난다. 디지몬 어드벤처02의 데몬과는 다른 개체.
- 벨페몬 - CV.비후 히토시

칠대마왕의 일원으로「나태」의 마왕. 애니메이션의 벨페몬과는 다른 개체.
- 바르바몬 - CV.와타나베 히데오

칠대마왕의 일원으로「탐욕」의 마왕.
- 리리스몬 - CV.카이다 유키

칠대마왕의 일원으로「색욕」의 마왕. 귀여운 남자아이를 좋아하여서 마사루(최건우), 토우마(토마), 이쿠토(한지호)에게 관심을 보인다.
- 베르제브몬 - CV.와타나베 히데오

칠대마왕의 일원으로「폭식」의 마왕. 테이머즈의 베르제브몬과는 다른 개체.
- 리바이어몬 - CV.비후 히토시

칠대마왕의 일원으로「질투」의 마왕.
- 루체몬 폴 다운 모드 - CV.세키 토시히코

칠대마왕의 일원으로「오만」의 마왕. 칠대마왕 중에서도 가장 강력한「초마왕」의 이명을 가지고 있다. 프론티어의 루체몬과는 다른 개체.

## 평가
| 평가 |        |
| --- | ------ |
| 통합 점수 통합사 점수 메타크리틱 43% [ 1 ] 평론 점수 평론사 점수 게임스팟 4.5/10 [ 2 ] IGN 3.5/10 [ 3 ] |        |
| 통합 점수                                                                                               |        |
| 통합사                                                                                                  | 점수   |
| 메타크리틱                                                                                              | 43%    |
| 평론 점수                                                                                               |        |
| 평론사                                                                                                  | 점수   |
| 게임스팟                                                                                                | 4.5/10 |
| IGN | 3.5/10 |